# 아베차노
스쿠르콜라마르시카나(이탈리아어: Scurcola Marsicana)는 이탈리아 아브루초주 라퀼라도에 있는 코무네이다. 1915년도에 강진으로 29,800여 명 이상 사망하였으며, 2차 세계대전에서 극심한 피해를 입어 유적지가 거의 다 파괴되었으며, 현재는 목재와 식품을 생산하는 농업 중심지이다. LFoundry GmbH 반도체 공장과 텔레스파치오 안테나 농장같은 첨단 기술 산업 단지도 있다.